# エアリー点
エアリー点（エアリーてん）は、均等荷重の梁を2点で支持したときに、梁の両端面が平行になる支持位置である。

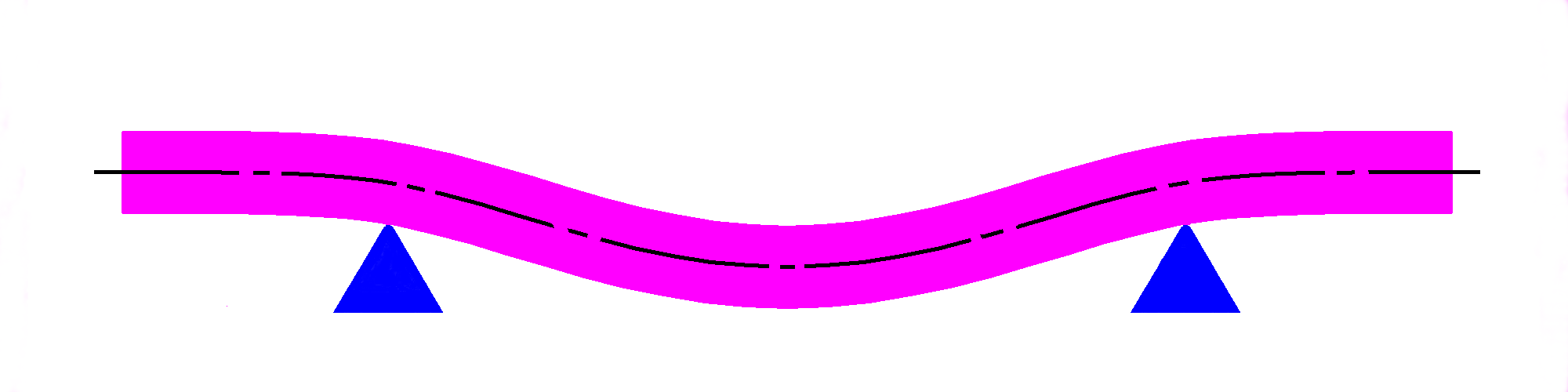
図1. エアリー点で支持された梁のたわみ

梁の長さLに対し
(1/2 ± 1/(2×√3)) L ≒ (1/2 ± 0.288 675 135) L
の位置になる。
自重を考慮した梁の支持点としてエアリー点の他にベッセル点がある。

## 適用例
100mm以上のブロックゲージ(gauge blocks)は、エアリー点で支持した水平姿勢（測定面が鉛直）が標準姿勢（reference orientation）とされている。
長寸法のブロックゲージは鉛直姿勢より水平姿勢の方が取り扱いが容易だが、水平姿勢の場合、エアリー点以外で支持すると両測定面は平行にならず寸法が一意的に決まらないからである。